# Giorgio Bini
Giorgio Bini (Genova, 17 febbraio 1927 – 23 maggio 2015) è stato un politico italiano.

## Biografia
Docente ed esponente del Partito Comunista Italiano, fu eletto alla Camera per tre legislature, restando in carica dal 1968 al 1979. In particolare, ottenne 13.467 preferenze alle politiche del 1968, 22.647 alle politiche del 1972 e 17.979 alle politiche del 1976.
Collaborò con le redazioni de L'Unità e di Paese Sera.
Fu insignito del Grifo d'Oro, onorificenza del comune di Genova.
Morì all'età di 88 anni, nel maggio del 2015.

## Opere
- La pedagogia attivistica in Italia, Editori Riuniti, Roma, 1971
- Nota per i compagni Chiarante, Raicich, Urbani a proposito del libro sulla politica scolastica del PCI dal 1943 al 1973, 1973
- Giorgio Bini, Lucio Lombardo Radice, Tullio de Mauro, Serena Fanelli, Maurizio Lichtner e Walter Maraschini, Didattica delle 150 ore, Roma, Editori Riuniti, 1975, OCLC 797861547, SBN RAV0883872.
- Sesso e società. Materiali del Seminario nazionale del PCI su Educazione sessuale: esperienze e prospettive nel campo dei consultori familiari e dell'attività scolastica, Istituto di studi comunisti Palmiro Togliatti, Roma 11-13 novembre 1975, con Giovanni Berlinguer e Antonio Faggioli, Roma, Editori Riuniti, 1976.